# تجمع القوى الديمقراطية (تشاد)
تجمع القوى الديمقراطية هي جماعة متمردة تشادية بقيادة تيماني إرديمي. وهي متحالفة حاليًا مع الجبهة المتحدة للتغيير الديمقراطي الجماعة المتمردة وكلاهما مكرس للإطاحة بعم إرديمي، والرئيس التشادي آنذاك إدريس ديبي وإدارته. اعتبارًا من 1 مايو 2006 كان لقوات الدفاع عن الديمقراطية وجود كبير في مدن جيريدا وتيسي وأدري.
تم تغيير اسم الحركة مؤخرًا إلى التجمع القوى من أجل التغيير.

## هجوم سبتمبر 2006
في 19 سبتمبر 2006 بدأت حكومة تشاد حملة ضمت 3.000 شخصًا ضد قوات التجمع من أجل الديمقراطية، وفقًا للجيش التشادي هاجمت القوات متمردي تجمع القوى الديمقراطية في منطقة هاجر مارفين المتاخمة للسودان، بينما هاجمت في نفس الوقت مجموعات أخرى داخل اتحاد القوى الديمقراطية من أجل الديمقراطية في مودينا وآرام كول. وقال محمد عيني المتحدث باسم التجمع: «لقد هوجمنا من القوات الحكومية في 19 سبتمبر، لكننا صدناهم». وقال عيني إن قوة الدفاع الجوي احتجزت 43 جنديًا حكوميًا واحتجزت 40 سيارة جيب وشاحنة ودبابتين. وأكد التقارير الإخبارية أن طائرات ميراج الفرنسية المقاتلة المتمركزة في أبيشي قامت بعمليات مراقبة فوق موقع القوات الجوية الملكية. وحذر تيمان إدريمي من أن «كل المواطنين الفرنسيين العسكريين والمدنيين الذين يقعون في أيدي مقاتلينا سيعتبرون مثل المرتزقة ويعاملون وفقًا لذلك».